# Pat Travers
Patrick Henry Travers (12 de abril de 1954, Toronto, Canadá) es un guitarrista canadiense de hard rock que inició su carrera musical a mediados de la década de 1970. Pat Thrall, Nicko McBrain, Tommy Aldridge, Peter "Mars" Cowling, Jerry Riggs, y Carmine Appice son solo algunos de los famosos músicos que han sido parte de su banda, Pat Travers Band a través de los años.

## Carrera
Destacan de su repertorio inicial los discos Heat in the Street de 1978, álbum en el que contó con el reconocido baterista Tommy Aldridge (Ozzy Osbourne, Whitesnake, Manic Eden, Thin Lizzy); Crash and Burn de 1980 y Radio Active de 1981. A partir de allí, la carrera de Travers no ha logrado el éxito comercial obtenido en su primera época, sin embargo, conserva una leal base de fanáticos desde entonces.
En retrospectiva, Pat Travers es considerado uno de los guitarristas más influyentes que emergió de la escena hard rock de los años 1970. Algunos guitarristas, incluyendo a Kirk Hammett de Metallica, han citado a Travers como una de sus mayores influencias.

## Discografía
- 1976 Pat Travers
- 1977 Makin' Magic
- 1977 Putting It Straight
- 1978 Heat In The Street
- 1979 Go For What You Know, Live!
- 1980 Crash And Burn
- 1981 Radioactive
- 1982 Black Pearl
- 1984 Hot Shot
- 1990 School Of Hard Knocks
- 1991 Boom Boom
- 1992 BBC Radio 1 Live Concert
- 1992 Blues Tracks
- 1993 Just A Touch
- 1994 Blues Magnet
- 1995 Halfway To Somewhere
- 1996 Lookin' Up
- 1997 King Biscuit Live
- 1997 Whiskey Blues
- 1998 Blues Tracks 2
- 2000 Don't Feed The Alligators
- 2000 Boom Boom, Live at the Diamond 1990
- 2003 P.T. Power Trio
- 2005 PT MC2
- 2006 P.T. Power Trio 2
- 2007 Stick To What You Know, Live in Europe
- 2009 Travelin' Blues
- 2010 Fidelis
- 2012 Blues on Fire
- 2013 Live at the Bamboo Room
- 2013 Can Do
- 2014 Snortin' Whiskey at the Warfield
- 2015 Live at the Iridium NYC
- 2015 Retro Rocket
- 2017 Live at Rockpalast 1976
- 2019 Swing!